# Campionato europeo di taekwondo 1978
Il II Campionato Europeo di Taekwondo si è disputato a Monaco di Baviera, nella Germania Occidentale, tra il 20 e il 22 ottobre 1978.

## Medagliati
| Specialità | Oro                            | Argento                          | Bronzo                                                             |
| -48 kg     | Manuel López Spagna            | Joaquim Escarmena Germania Ovest | Reinhard Langer Germania Ovest / Tom van Gils Paesi Bassi          |
| 53 kg      | Geremia Di Costanzo Italia     | Jesús Benito Spagna              | Hermann Maier Germania Ovest / Ludwig van Dalm Paesi Bassi         |
| 58 kg      | Felipe Walino Spagna           | Claus Petersen Danimarca         | Josef Ascanio Italia / Herman Hartevelt Paesi Bassi                |
| 63 kg      | Hubert Leuchter Germania Ovest | Johan Lapre Paesi Bassi          | Massimo Mancini Italia / Detlef Weil Germania Ovest                |
| 68 kg      | Ruben Thijs Paesi Bassi        | Karl Wohlfahrt Germania Ovest    | Augustin Denit Spagna / Sisimos Mpelos Grecia                      |
| 74 kg      | Rainer Müller Germania Ovest   | Bruno Barberio Italia            | Hans Brugmans Paesi Bassi / Helmut Gärtner Germania Ovest          |
| 80 kg      | Richard Schulz Germania Ovest  | Tini Dona Paesi Bassi            | Vitale Monti Italia / Gerhard Wiegleb Germania Ovest               |
| +80 kg     | Dirk Jung Germania Ovest       | Uwe Weigel Germania Ovest        | Ben Oude Luttikhuis Paesi Bassi / Harrie van Nijendaal Paesi Bassi |

## Medagliere
| Posizione | Paese          | Oro | Argento | Bronzo | Totale |
| --------- | -------------- | --- | ------- | ------ | ------ |
| 1         | Germania Ovest | 4   | 3       | 4      | 11     |
| 2         | Spagna         | 2   | 1       | 1      | 4      |
| 3         | Paesi Bassi    | 1   | 2       | 7      | 10     |
| 4         | Italia         | 1   | 1       | 3      | 5      |
| 5         | Danimarca      | 0   | 1       | 0      | 1      |
| 6         | Grecia         | 0   | 0       | 1      | 1      |
|           | TOTALE         | 8   | 8       | 16     | 32     |